# Reynaldo Martín
Reynaldo Martín (Oscar Reynaldo Fritz; * 14. März 1944 in San Martín; † 18. Mai 2012), bekannt als El Alemancito („der kleine Deutsche“), war ein argentinischer Tangosänger, -komponist und –dichter.

## Leben
Martín nahm erfolgreich an einem Gesangswettbewerb von Radio El Mundo und der Zeitschrift Radiolandia teil und nahm 1964 beim Label Odeón seine erste LP El Alemancito auf. Er trat im selben Jahr im Fernsehen und in Nachtclubs in Uruguay und im Folgejahr in Peru auf. 1966 wirkte er an drei Nummern von Ben Molars Album 14 con el tango mit und nahm beim Tangofestival von La Falda teil. In den Folgejahren war er Sänger in Shows u. a. im Cambalache, El viejo Almacén, Caño 14, El Rincón de los Artistas, Café de los Angelitos und Vos Tango.
Zwischen 1968 und 1969 nahm er drei Singles mit Tangos von Osvaldo Avena und Héctor Negro auf. Ab Anfang der 1970er Jahre entstand eine Reihe weiterer LPs. Martín tourte durch Uruguay, Kolumbien, Brasilien, Peru und Mexiko, trat in Sydney, Melbourne, Adelaide und Canberra auf und nahm 1991 am Festival Homenaje a Gardel in Kanada teil. Er profilierte sich auch als Komponist von Tangos, Walzern und Milongas und schrieb den Text für Daniel Lomutos Tango Siempre el tango.

## Kompositionen
Text von Mario Valdez
- A mi país
- Así es la noche
- Como el teatro
- Con su melancolía
- Hay rosas todavía
- Por los viejos
- Se llamaba Juan
- Siempre cantor
- Un fueye sin tristeza

Text von Roberto Díaz
- Sólo la lluvia me quedó
- Milonga para un otoño
- Memoria de un patio

andere
- Gris de abril (Text von Héctor Oviedo)
- Milonga para un extraño (Text von Isusi)
- Triste espejismo (Text von Mario Iaquinandi)

## Diskographie
- El Alemancito, 1964
- Tangos por el Alemancito (mit José Márquez), 1971
- Un mundo nuevo (mit dem Orchester Luis Stazos), 1974
- De tango somos (mit dem Orchester Osvaldo Potenzas), 1981
- Tangos a mi modo (mit dem Orchester Osvaldo Berlingieris), 1984
- Soy tango (Doppelalbum, Teil 1 mit dem Orchester Omar Valentes und der Gitarrengruppe Carlos Peraltas, Teil 2 mit dem Sextett Pascual Mamones, Carlos Peralta und Ernesto Villavicencio), 1988
- Siempre cantor (mit dem Orchester Osvaldo Berlingieris, Luis Stazo und Daniel Lomuto), 1994
- Reynaldo Martín (mit Alberto Di Pauli), 1997
- Tangos de nuevos aires (mit Oscar De Elía), 2000